# Papež Pashal II.
Pashal II., papež Rimskokatoliške cerkve in redovnik benediktinec; * okoli 1053 Bleda (Toskana Italija, Sveto rimsko cesarstvo); † 21. januar 1118 Rim ( Papeška država, Italija, Sveto rimsko cesarstvo).

## Življenjepis
Papež Pashal II. (latinsko Paschalis II, se je rodil v plemiški družini kot Rajner (Reginer, Rainer, Ranijer latinsko Ranierius, italijansko Raniero), in je bil papež od 13. avgusta 1099 do svoje smrti, 21. januarja  1118. Rodil se je med 1053 in 1055. Kot dvajsetleten menih benediktinec je prišel v Rim za časa pontifikata Gregorja VII., ki ga je imenoval za opata pri sv. Lovrencu zunaj obzidja in kmalu nato – po letu 1078 – za kardinala-duhovnika pri svetem Klemenu. 

## Papež

### Prva križarska vojna
V svoji gorečnosti za uspeh križarskih vojn  je Pashal posnemal svojega slavnega prednika Urbana. On jih je spodbujal, glede na žrtve, ki so jih že opravili zapustivši dom in prijatelje, da si prizadevajo za viščje reči, da bi mogli osvojiti večno življenje. On jim je poslal, kakor je rekel, »iz naročja Apostolskega sedeža, Mavricija (Maurice), portoškega  škofa, »da bi oni, ki so se zavezali skozi namestnika svetega Petra, njegovega predhodnika blaženega spomina, papeža Urbana, in se lotili tako mogočnega romanja, v obilici uživali tolažbo svetega Petra.« Oni naj bi ubogali njegovega legata, ki ga je poslal jeruzalemski Cerkvi, kakor da bi ubogali njega samega.

### Želja po zedinjenju
Že papež Gregor VII. bi bil rad podpiral bizantinske cesarje in zopet zedinil vzhodno in zahodno Cerkev. Vredni dedič Gregorjevih vzhodnih načrtov je bil idealni Urban II.  S prvo križarsko vojsko (1096 — 1099) ni nameraval samo osvoboditi Jeruzalema , ampak je hotel tudi vzhodno Cerkev rešiti iz sužnosti nevernikov in tako vzhodne kristjane pridobiti za zedinjenje. Papež Urban II. se ni dal odvrniti od svojega idealnega stališča. Križarji so bili v začetku sicer prijazni do vzhodnih kristjanov in so složno z njimi dosegli lepe uspehe. Toda zahodni vitezi in njihovi voditelji niso bili pravi stanovitni zastopniki vesoljne katoliške cerkve. Med Grki in križarji je že v prvih letih nastalo medsebojno nezaupanje in nasprotje. V križarskih voditeljih je že takrat dozorela misel, da je najprej treba podjarmiti Grke, zatreti razkol in latinizirati Carigrad; šele potem se bodo mogli s popolnim uspehom boriti proti nevernikom.
Zato se je v križarskih vojskah medsebojno nasprotje med vzhodom in zahodom do skrajnosti poostrilo.
Jeruzalem so križarji osvobodili še za časa papeža Urbana , ki pa je umrl preden je novica prispela v Rim. Ena glavnih nalog gregorijanske reforme je bila tudi osvoboditev vzhodnih kristjanov izpod mohamedanskega jarma, kakor tudi vzpostavitev krščanske enotnosti. To smer svojega velikega prednika Gregorja , kakor tudi predhodnika Urbana, je zasledoval tudi Pashal. On je želel zedinjenje brez latinizacije vzhodnih kristjanov. 
Nekaj mesecev po nastopu službe je pisal križarjem v Palestini in jim čestital za njihove zmage nad »zatiralci krščanskih ljudstev« ter z njimi delil veselje, da »se je Vzhodna cerkev, po svojem dolgem suženjstvu, večinoma vrnila k svoji starodavni svobodi.«

## Protipapeži
Za časa svojega papeževanja je imel težave z več protipapežev, ki so imeli podporo pri svetorimskem cesarju Henriku IV., kakor tudi pri njegovem sinu in nasledniku Henriku V..

### Klemen III.
Prvi protipapež Klemen je umrl kmalu po njegovemu nastopu v malem mestecu svojega izgnanstva, Civita Castellana  8. septembra 1100.
Njegova nenadna smrt je pravzaprav olajšala začetek nedavno – 13. avgusta 1100 – izvoljenemu papežu Pashalu II.: 
V Rimu je papežu vse šlo na roke. Ljudi je osvajala njegova prijaznost; zdelo se je, da so se zedinili v zvestobi svojemu novemu duhovnemu poglavarju. Začeli so skrbeti, kako bi pregnali protipapeža iz svojega sosedstva; pravočasno darilo tisoč unč zlata, ki ga je poslal papežu sicilijski vojvoda Roger I., je še povečala možnosti za uresničitev njegovih načrtov. Ko so ga pregnali iz Albana, se je Guibert (tudi: Gulbert) napotil v Civitá Castellana, kjer je nenadna smrt napravila konec njegovim visokoletečim načrtom (septembra 1100). Ko so začeli njegovi pristaši širiti govorice, da je videti na njegovem grobu čudežno svetlobo in da se tam dogajajo čudeži, je papež napravil temu konec: dal je izkopati truplo in ga vreči v Tibero. Orderik (Ordericus) je ohranil nekaj verzov o Guibertu, ki naj bi rabili kot njegov epitaf. Bili so delo Pierleona, ki naj bi bil postal – kakor se čudno sliši – oče protipapeža. Pesnik omenja, da si je Guibert potem, ko so ga izgnali iz obeh krajev: Rima in Ravene, zaslužil prebivališče v peklu zaradi uporabljanja imena brez vsebine. 

### Teodorik
Protipapež, naslednik protipapeža Klemena III., ki ga je v investiturnih bojih postavil cesar Henrik IV. 1100. Leta 1102 ga je Pashal II. dal zapreti.

### Albert
Albert je bil protipapež, ki se je kljub cesarjevi podpori obdržal le od februarja do marca 1102.

### Silvester IV.
Tri leta po Albertovi smrti – 1105 – so nasprotniki gregorijanske reforme postavili še tretjega protipapeža, Maginulfa, ki si je privzel ime Silvester IV. Le nekaj dni po ustoličenju je moral zaradi hudih pouličnih bojev bežati iz Rima. Dokončno se je odpovedal papeški oblasti šele leta 1111.

## Smrt
Leta 1117 se je papež Pashal pred uporniki moral umakniti iz Rima. Kmalu po vrnitvi je 21. januarja 1118 umrl v Rimu.

 
Pokopan je v Baziliki svetega Petra v Vatikanu. 